# Laccophilus vietnamensis
Laccophilus vietnamensis är en skalbaggsart som beskrevs av Michael Balke och Lars Hendrich 1997. Laccophilus vietnamensis ingår i släktet Laccophilus och familjen dykare. Inga underarter finns listade i Catalogue of Life.